# Nazrat-Illit
Nazrat-Illit (héberül: נָצְרַת עִלִּית, arabul: الناصرة العليا, jelentése: Felső-Názáret) város Észak-Izraelben.

## Népesség

### Népességének változása
| Lakosok száma | 1000 | 9900 | 15 800 | 19 300 | 25 100 | 33 400 | 42 510 | 43 900 | 40 600 | 41 200 |
|               | 1957 | 1964 | 1971   | 1977   | 1984   | 1991   | 1998   | 2004   | 2011   | 2018   |

## Testvérvárosok
- Győr, Magyarország
- Saint-Étienne, Franciaország
- Gyulafehérvár, Románia
- San Miguel de Tucumán, Argentína
- Leverkusen, Németország
- Nagykikinda, Szerbia
- Klagenfurt am Wörthersee, Ausztria
- Detroit, Egyesült Államok
- Csernyivci, Ukrajna